# 趙宗祜
趙宗祜（11世纪？—1098年3月22日），《宋史》作赵宗祐。北宋宗室。宋太宗曾孙，赵元份之孙，赵允让第二十一子，母亲任氏，宋英宗的弟弟。
他克己节俭，超脱如寒士，喜欢讀書，尤其喜學易经。嘉祐年间，從父赵允初没有立嗣，大家都推重他的賢德，宋仁宗以其為允初之後嗣，他哭着说：「臣不幸幼年丧父，將終身悲伤思慕，怎忍為他人之後，敢以死請命。」仁宗可憐他就同意了。元丰六年（1083年），以蘇州觀察使升任為定武軍留後、鞏國公。历任清海軍節度使、開府儀同三司，封乘城郡王。紹聖四年（1097年）八月，以橫海軍節度使、開府儀同三司升任為青海軍節度使，加檢校司徒，進封嗣濮王。当時已经得病，當祭祀園廟，不肯上书称疾，从秋至冬接連往來。紹聖五年春，又前往祭祀，二月丙申（1098年3月22日），在祠下去世。贈太師，追封欽王，謚穆恪。

## 诸子
- 赵仲狝，右监门率府率
- 赵仲厥，清源侯
- 赵仲瑳，简国公，谥荣孝
- 赵仲玲，沂国公
- 赵仲僘，忠州团练使
- 赵仲𣆲，太子右内率府副率
- 赵仲𧡪，博平侯
- 赵仲琩，左屯卫将军